# آسیب‌شناسی تشریحی
آسیب‌شناسی تشریحی (به انگلیسی: Anatomical pathology) یک تخصص پزشکی است که براساس معاینه ماکروسکوپی، میکروسکوپی، زیست‌شیمیایی، ایمنی‌شناسی و مولکولی اندام‌ها و بافت‌های بدن انسان و دام، بیماری را تشخیص می‌دهد. در طی یک قرن گذشته، آسیب‌شناسی تشریحی به طرز چشمگیری تکامل یافته است: از معاینه تاریخی کل بدن (کالبدگشایی) گرفته تا یک عمل مدرن‌تر، با محوریت تشخیص و پیش‌آگاهی سرطان برای هدایت تصمیم‌گیری در درمان سرطان که بنیان‌گذار مدرن آن دانشمند ایتالیایی جووانی باتیستا مورگانی از شهر فورلی بود.
در ایران آسیب‌شناسی تشریحی یکی از دو شاخه اصلی آسیب‌شناسی است، شاخهٔ دیگر آسیب‌شناسی بالینی است که بیماری از طریق آزمایش مایعات یا بافت‌های بدن تشخیص می‌دهد. غالباً، آسیب‌شناسان هر دو آسیب‌شناسی تشریحی و بالینی را به کار می‌برند، ترکیبی که به عنوان آسیب‌شناسی عمومی شناخته می‌شود.